# Halidesmus coccus
Halidesmus coccus, tên thường gọi bằng tiếng Anh là rooster snakelet, là một loài cá biển thuộc chi Halidesmus trong họ Cá đạm bì. Loài này được mô tả lần đầu tiên vào năm 1994.

## Phân bố và môi trường sống
H. coccus có phạm vi phân bố nhỏ hẹp ở phía tây bắc Ấn Độ Dương. Đây là một loài đặc hữu của Oman, và chỉ được tìm thấy trong các hồ thủy triều lớn ở bờ biển phía nam của nước này.

## Mô tả
H. coccus được biết đến qua 13 mẫu vật, và mẫu vật lớn nhất có kích thước khoảng 8,9 cm. Loài cá này có thân thon dài như cá chình. Vây lưng và vây hậu môn dính liền hoàn toàn với vây đuôi. Cơ thể màu nâu sẫm với các đốm trắng nhỏ rải rác, và một đốm đen lớn nằm ở trên nắp mang. Phía dưới đầu và môi có màu trắng; môi và vùng dưới mắt có các sọc nâu. Có 3 đường bên, mỗi đường có một hàng vảy nhỏ.
Số gai ở vây lưng: 1; Số tia vây mềm ở vây lưng: 64 - 68; Số gai ở vây hậu môn: 0; Số tia vây mềm ở vây hậu môn: 52 - 55; Số tia vây mềm ở vây ngực: 9 - 12; không có vây bụng; Số đốt sống: 69 - 73.